# Clive Malcolm Griffiths
Clive Malcolm Griffiths, conosciuto semplicemente come Clive (St Leonards-on-Sea, 26 gennaio 1953), è un conduttore radiofonico e televisivo inglese, conosciuto in Italia per diverse partecipazioni radiofoniche, tra cui quella al programma radio Speak Easy di Radio Monte Carlo.

## Biografia
Nasce a St Leonards-on-Sea, nel Sussex in Inghilterra. Nel 1976 si laurea in lettere e filosofia presso l'University of Kent a Canterbury e successivamente ottiene a Londra, nel 1978, l'abilitazione per l'insegnamento della lingua inglese.
Inizia la sua carriera nel settore dei media nel 1984 come presentatore TV di Videomusic, il primo canale televisivo musicale in Europa. Ha partecipato come performer all'edizione "Erotica" del 1992 a Bologna, la prima mostra europea di erotismo con la quasi totale esclusione della pornografia ed è stato il direttore artistico dell'edizione del 1993.
In seguito ha creato e organizzato il festival "Ecologica", dal 1995 al 1997 a Firenze, Bologna e Roma.

## Carriera televisiva
Dopo la presentazione di Videomusic, Clive ha ideato e prodotto Crazy Time, Telemontepecora, la campagna Plastica Replastica e Sans Souci, birra speciale col gusto musicale. Nel 1988 è coautore e conduttore di So to Speak, in cui appare in settanta puntate in onda su Italia 1 in cui insegna l'inglese, ma con la sua tipica chiave comica e divertente. Nel 1991 è coautore e conduttore su Telemontecarlo di Yes I Do, programma tv formato da cinquanta puntate. Negli anni 1996/1997 conduce il programma musicale "FrontStage", trasmesso dall'emittente Canale 10 - Firenze.
Quelli dal 1997 al 2000 sono gli anni dell'ascesa della sua popolarità televisiva e della sua affermazione come insegnante-comico di inglese, in cui realizza ben 1190 puntate per il canale di lingue TVL di Stream, tra cui il programma Brit Awards. Tra i suoi numerosi servizi televisivi di spicco compaiono Le Iene su Italia 1, Una notte all'Odeon e Fuori di zucca su Odeon TV, Notte rock su Rai 1 e altre presenze su MTV, All Music e Rai 2.

## Carriera radiofonica
Dall'ottobre 1998 a giugno del 2000 ha trasmesso Wordaday su Radio Deejay, un programma giornaliero di micro-lingua inglese.
Dal 2000 Clive lavora per Radio Monte Carlo, dove trasmette inizialmente Monte Carlo Nights  dal 2000 al 2002, e quindi dal 2001 il suo famoso programma Speak Easy, durante il quale insegna l'inglese a tempo di musica, attraverso la traduzione dei testi delle canzoni più famose, arricchendoli di espressioni idiomatiche e al passo coi tempi. Dal marzo 2009 in versione video sul Web TV di Radio Monte Carlo.
Il 3 maggio 2013 va in onda l'ultima puntata di Speak Easy, in cui Clive annuncia agli ascoltatori l'addio definitivo a Radio Monte Carlo.

## Live
Dal 2004 al 2010 Clive mette in scena in tutta Italia, nelle scuole superiori e medie, lo spettacolo Speak Easy Roadshow, in pratica la versione dal vivo del programma radio Speak Easy che si traduce così in uno spettacolo che vuole essere allo stesso tempo educativo e divertente, puntando sulla musica come mezzo originale per coinvolgere i ragazzi e creare uno scambio culturale. Nel 2010 realizza un corso di inglese in 14 CD e libretti, distribuito in edicola con il periodico Famiglia Cristiana.